# Gabriel Obertan
Gabriel Obertan, född 26 februari 1989 i Pantin, är en fransk fotbollsspelare som spelar för turkiska BB Erzurumspor. Han spelar främst som yttermittfältare, men kan även spela som central mittfältare eller som anfallare.

## Karriär
Obertan började sin professionella karriär i Bordeaux innan han flyttade till Manchester United i juli 2009. Obertan har även spelat i Frankrikes U21-landslag.
Gabriel Obertan har även konverterat till islam och har betalat en stor summa pengar för att bygga en moské i Sudan där hans släkt kommer ifrån.[källa behövs] Hans officiella debutmatch i United-tröjan kom i reservlagsmatchen mot Oldham Athletic. Hans a-lags-debut kom i 2–0-segern borta mot Barnsley i Carling Cup den 27 oktober 2009. Obertan gjorde sin Premier League-debut hemma mot Blackburn Rovers den 31 oktober då han blev inbytt i den 63 minuten. Obertan gjorde även Champions League-debut den 3 november hemma mot CSKA Moskva, där han blev inbytt i 82 minuten.
Den 9 augusti 2011 skrev Obertan på ett 5-årskontrakt med Newcastle United.
Den 31 januari 2019 värvades Obertan av turkiska BB Erzurumspor.